# Hinojosas de Calatrava (kommunhuvudort)
Hinojosas de Calatrava är en kommunhuvudort i Spanien.   Den ligger i provinsen Provincia de Ciudad Real och regionen Kastilien-La Mancha, i den centrala delen av landet, 200 km söder om huvudstaden Madrid. Hinojosas de Calatrava ligger 753 meter över havet och antalet invånare är 712.
Terrängen runt Hinojosas de Calatrava är kuperad åt nordväst, men åt sydost är den platt. Runt Hinojosas de Calatrava är det mycket glesbefolkat, med 2 invånare per kvadratkilometer. Närmaste större samhälle är Puertollano, 8,5 km norr om Hinojosas de Calatrava. Trakten runt Hinojosas de Calatrava består till största delen av jordbruksmark.